# Большеизвальский сельсовет
Большеизвальский сельсовет — сельское поселение в Елецком районе Липецкой области Российской Федерации.
Административный центр — село Большие Извалы.

## История
Статус и границы сельского поселения установлены Законом Липецкой области от 23 сентября 2004 года № 126-ОЗ «Об установлении границ муниципальных образований Липецкой области»
В июле 1984 года переведены из Большеизвальского сельсовета в состав Сокольского сельсовета того же района деревни Аркатово, Лукошкино, Соколье, Черкасские Дворики, Чибисовка.

## Население
| 2010  | 2012  | 2013  | 2014  | 2015  | 2016  | 2017  |
| ----- | ----- | ----- | ----- | ----- | ----- | ----- |
| 1110  | ↗1128 | ↘1123 | ↗1129 | ↘1117 | ↘1096 | ↗1113 |
| 2018  | 2021  |       |       |       |       |       |
| ↘1099 | ↘1086 |       |       |       |       |       |

## Состав сельского поселения
| № | Населённый пункт | Тип населённого пункта       | Население |
| - | ---------------- | ---------------------------- | --------- |
| 1 | Большие Извалы   | село, административный центр | ↗546      |
| 2 | Екатериновка     | деревня                      | ↘456      |
| 3 | Малые Извалы     | деревня                      | ↘108      |